# Angie Cepeda
Pour les articles homonymes, voir Cepeda.
Angie Cepeda, née le 2 août 1974 à Carthagène des Indes en  Colombie est une actrice et mannequin colombienne.

## Filmographie
| Année | Titre                              | Format      | Rôle                     | Notes                                             |
| ----- | ---------------------------------- | ----------- | ------------------------ | ------------------------------------------------- |
| 1993  | La maldición del paraíso           | TV Series   | Laura                    |                                                   |
| 1993  | Crónicas de una generación trágica | Mini Series | Merceditas Nariño        |                                                   |
| 1995  | Sólo una mujer                     | TV Series   | Carolina Altamirano      |                                                   |
| 1995  | Candela                            | TV Series   | Candelaria Daza          |                                                   |
| 1996  | Ilona llega con la lluvia (en)     | Film        | Zulema                   | Festival international du film de Carthagène      |
| 1997  | Las Juanas                         | TV Series   | Juana Valentina Salguero |                                                   |
| 1998  | Luz María                          | TV Series   | Luz María Camejo         |                                                   |
| 1999  | Pantaleón y las visitadoras        | Film        | La Colombiana            |                                                   |
| 2000  | Pobre diabla                       | TV Series   | Fiorella Morelli         |                                                   |
| 2001  | Leyenda de Fuego                   | Film        | Cecilia                  |                                                   |
| 2002  | El destino no tiene favoritos      | Film        | María                    |                                                   |
| 2003  | Sammy y yo                         | Film        | Mary                     | Viña del Mar Film Festival Award for Best Actress |
| 2004  | Il paradiso all'improvviso         | Film        | Amaranta/Anna            |                                                   |
| 2005  | Love for Rent (en)                 | Film        | Sofía                    |                                                   |
| 2005  | Vientos de agua                    | TV Series   | Mara                     |                                                   |
| 2005  | Oculto                             | Film        | Natalia                  |                                                   |
| 2006  | El Muerto (en)                     | Film        | María                    |                                                   |
| 2006  | L'Amour aux temps du choléra       | Film        | la veuve de Nazareth     |                                                   |
| 2007  | De paso                            | Short Film  | Marina                   |                                                   |
| 2008  | Fuera de lugar                     | TV Series   | Luz                      |                                                   |
| 2009  | Privateer                          | Short Film  | Catherine                |                                                   |
| 2010  | Los protegidos                     | TV Series   | Jimena García Cabrera    | (2010–present)                                    |
| 2011  | Heleno                             | Film        | Diamantina               |                                                   |
| 2012  | Pablo Escobar, le patron du mal    | TV Series   | Regina Parejo            |                                                   |
| 2012  | Exposados                          | TV Series   | Vera                     |                                                   |
| 2012  | A Night in Old Mexico              | Film        | Patty Wafers             | (upcoming)                                        |